# اکس‌علی، ادیامان
اکس‌علی، ادیامان (به لاتین: Akçalı, Adıyaman) یک منطقهٔ مسکونی در ترکیه است که در استان آدیامان واقع شده‌است.